# Chaetophiloscia hastata
Chaetophiloscia hastata är en kräftdjursart som beskrevs av Karl Wilhelm Verhoeff 1929. Chaetophiloscia hastata ingår i släktet Chaetophiloscia och familjen Philosciidae. Inga underarter finns listade i Catalogue of Life.